# Gameleira
Gameleira este un oraș în Pernambuco (PE), Brazilia.